# Nobitz
Nobitz är en kommun och ort i Landkreis Altenburger Land i förbundslandet Thüringen i Tyskland.
Kommunen ingår i förvaltningsområdet Nobitz tillsammans med kommunerna Göpfersdorf och Langenleuba-Niederhain.